# Alex Hagelsteens
Alex Hagelsteens (Hasselt, 15 juli 1956) is een Belgische voormalige atleet, die was gespecialiseerd in de lange afstand en het veldlopen. Hij nam deel aan de Olympische Spelen en veroverde vier Belgische titels.

## Biografie
Hagelsteens werd in 1975 zesde op de Europese kampioenschappen voor junioren op de 5000 m. In 1980 veroverde hij de eerste van zijn vier Belgische titels op de 10.000 m. Hij nam dat jaar deel aan de Olympische Spelen in Moskou; op de 5000 m werd hij tiende in de halve finale en op de 10.000 m zesde in de reeksen.
In 1982 verbeterde Hagelsteens in Oslo het Belgisch record op de 10.000 m. Voor die prestatie kreeg hij de Gouden Spike. Hij nam dat jaar deel aan de Europese kampioenschappen. Op de 10.000 m werd hij tiende, op de 5000 m werd hij uitgeschakeld in de reeksen.
Hagelsteens was ook veldloper. Hij werd tweede op het Belgisch kampioenschap in 1984 en nam viermaal deel aan de wereldkampioenschappen veldlopen. In 1981 werd hij in Madrid negende.
Hagelsteens was ook actief op de weg. Hij won verschillende halve en hele marathons.

### Clubs
Hagelsteens was aangesloten bij FC Luik. In 1985, woonachtig in Heverlee, sloot hij zich aan bij Daring Club Leuven.

## Belgische kampioenschappen
| Onderdeel | Jaar                   |
| --------- | ---------------------- |
| 10.000 m  | 1980, 1984, 1985, 1986 |

## Persoonlijke records
| Onderdeel | Prestatie        | Datum             | Plaats  |
| --------- | ---------------- | ----------------- | ------- |
| 5000 m    | 13.28,56         | 19 augustus 1981  | Zürich  |
| 10.000 m  | 27.26,95 (ex-NR) | 26 juni 1982      | Oslo    |
| 1 uur     | 19.944 m         | 21 september 1980 | Brussel |

## Palmares

### 5000 m
- 1975: 6e EK U20 in Athene - 14.28,8
- 1980: 10e in ½ fin. OS – 14.46,7
- 1981:  BK AC – 13.54,78
- 1982:  BK AC – 13.49,83
- 1982: 12e in reeks EK – 13.50,03
- 1983:  BK AC – 14.03,78

### 10.000 m
- 1979:  Nacht van de Atletiek - 28.44,7
- 1980:  BK AC - 28.31,9
- 1980: 6e in reeks OS – 28.47,6
- 1982: 10e in reeks EK - 28.40,83
- 1984:  BK AC - 28.53,6
- 1985:  BK AC - 29.06,8
- 1986:  BK AC - 29.04,0
- 1987:  BK AC - 28.46,87

### 10 km
- 1984:  BOclassic - 29.10

### 13 km
- 1983:  BOclassic - 37.45

### 10 Eng. mijl
- 1986: 4e Dam tot Damloop - 46.39
- 1987: 6e Dam tot Damloop - 46.58

### 20 km
- 1984:  20 km van Brussel - 57.15

### halve marathon
- 1982:  halve marathon van Egmond - 1:06.58
- 1984:  halve marathon van Egmond - 1:06.37
- 1984:  Route du Vin - 1:01.24
- 1985:  halve marathon van Egmond - 1:10.47
- 1986:  halve marathon van Egmond - 1:07.21
- 1986:  Route du Vin - 1:02.46
- 1987: 5e halve marathon van Egmond - 1:06.41
- 1987:  City-Pier-City Loop - 1:03.22
- 1987:  Bredase Singelloop - 1:01.27
- 1988: 7e halve marathon van Egmond - onbekende tijd
- 1989: 6e halve marathon van Egmond - 1:07.12
- 1990: 6e halve marathon van Egmond - 1:04.51
- 1991: 9e halve marathon van Egmond - 1:07.34
- 1992: 12e halve marathon van Egmond - 1:05.59

### marathon
- 1986:  Westland Marathon - 2:14.45
- 1988:  Westland Marathon - 2:15.21
- 1990: 10e Westland Marathon - 2:19.24

### veldlopen
- 1978: 4e BK in Waregem
- 1978: 36e WK in Glasgow
- 1980: 21e WK in Glasgow
- 1980:  landenklassement WK
- 1981:  BK in Hechtel
- 1981: 9e WK in Madrid
- 1983: 60e WK in Gateshead
- 1984:  BK in Hechtel

## Onderscheidingen
- 1980: Grote Ereprijs KBAB
- 1982: Gouden Spike